# El profesor del deseo
El profesor del deseo es una novela de 1977 escrita por el autor estadounidense Philip Roth. Narra la adolescencia, vida universitaria y carrera académica del profesor David Kepesh y sus tormentosos deseos sexuales. El libro estuvo nominado para el Premio del Círculo de Críticos Nacional del Libro en la categoría de ficción.

## Resumen del argumento
David Kepesh es un joven emocionalmente inseguro que fue criado en un hotel que es administrado por sus padres, en donde fue influenciado por Herbie Bratasky, un empleado del hotel con una increíble capacidad para imitar sonidos de flatulencias, defecaciones e inodoros. Durante su vida universitaria, comparte un cuarto con un estudiante vago, homosexual, onanista e insumiso militar. Esto aumenta la inseguridad de Kepesh cuando descubre la verdad sobre su compañero de parte de otros estudiantes.
Durante la universidad, David desea a varias de sus compañeras pero nunca logra tener una cita con ellas, ya que las molesta al decirles indiscretamente sus atractivos físicos. Al finalizar su pregrado, Kepesh gana una beca Fulbright y viaja a Londres a estudiar literatura. Allí conoce a dos chicas suecas, Birgitta y Elisabeth, con las cuales tiene un amorío.
Cuando regresa a los Estados Unidos, Kepesh se muda a California, en donde inicia una relación con Helen, una mujer que sueña con abrir su propia tienda y que tiene una historia de promiscuidad desde su juventud, cuando vivió en Hong Kong y otros lugares en Asia. Sin embargo, Helen no se siente amada por David, quien solo le brinda atención sexualmente, por lo que se rehúsa a realizar labores domésticas. Kepesh, incapaz de expresar sus emociones, termina haciendo todas las labores domésticas además de continuar enseñando clases de literatura y escribiendo artículos sobre Antón Chéjov.
Kepesh abandona a Helen y se traslada a Nueva York, en donde continúa dando clases de literatura. Sin embargo, sigue siendo inseguro emocionalmente, por lo que asiste a múltiples sesiones con un psicoanalista e incluso usa sus clases de literatura para contrastar sus deseos y experiencias con aquellas narradas en obras como Madame Bovary. La novela termina con una visita de Kepesh a Praga, en donde sueña que visita a la prostituta favorita de Kafka, quien lo invita a ver su entrepierna para que descubra porque le interesaba tanto al escritor.